# Gabriela Firea

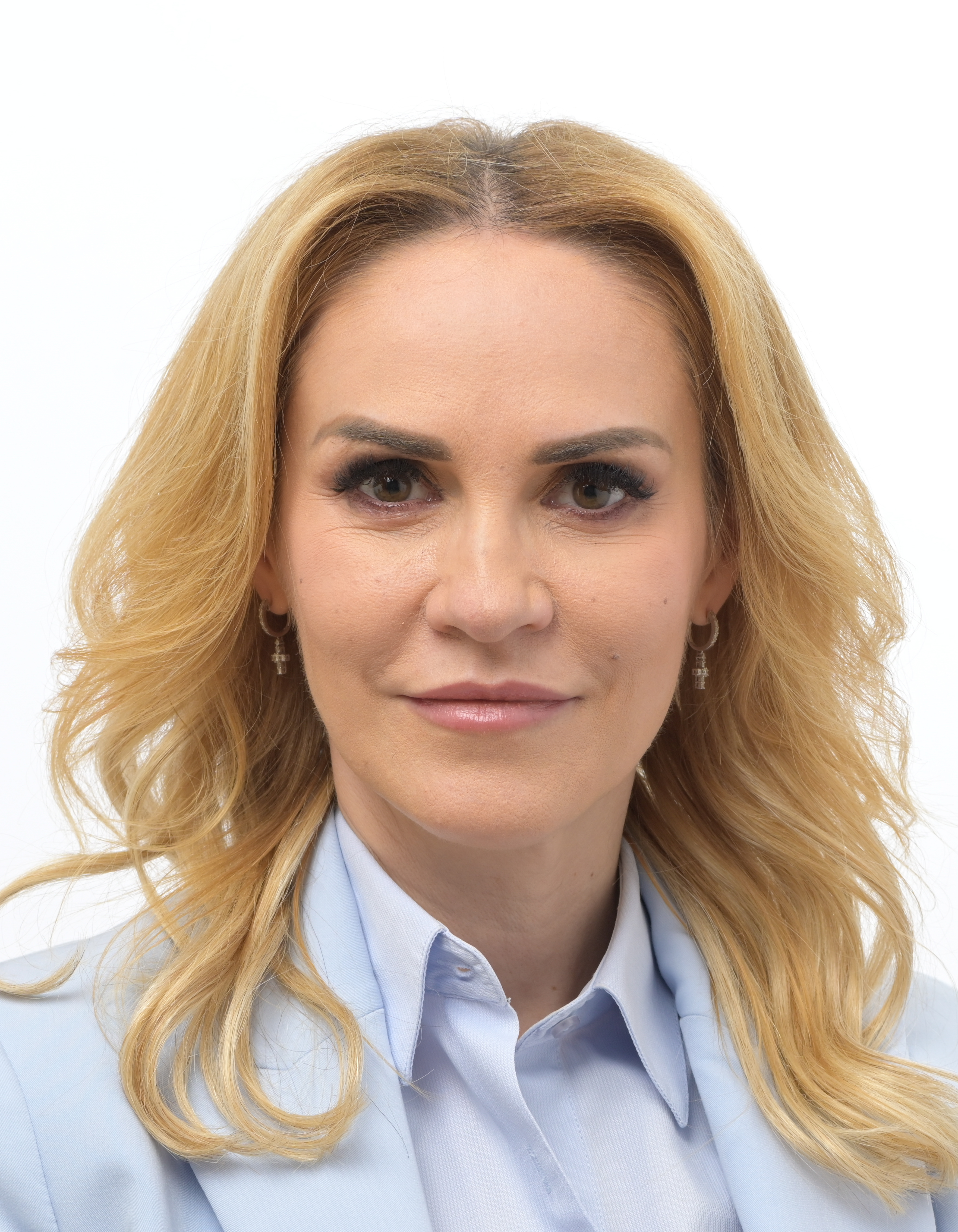
Gabriela Firea (2024)

Gabriela Firea (* 13. Juli 1972 in Bacău als Gabriela Vrânceanu) ist eine rumänische Journalistin und Politikerin der PSD. Von 2016 bis 2020 war sie Bürgermeisterin von Bukarest. Vom 25. November 2021 bis 14. Juli 2023 war sie Ministerin für Familie, Jugend und Chancengleichheit in der rumänischen Regierung.

## Journalistin
Sie besuchte in Bacău die Schule und absolvierte bis 1994 ein Studium an der Fakultät für Literatur der Universität Bukarest. Danach besuchte Firea die Wirtschaftsakademie Bukarest. Gleichzeitig arbeitete sie für Zeitungen, noch in Bacău für Pur și simplu und nach ihrem Umzug nach Bukarest für Azi und später für den Radiosender Radio Contact. Von 1993 bis 1999 war sie Reporterin, Redakteurin und Moderatorin beim Fernsehen TVR.
Von 1999 bis 2000 war Firea Staatssekretärin und Leiterin der Kommunikationsabteilung in der Regierung von Mugur Isărescu. Nachdem Isărescu abgewählt wurde, ging sie wieder zum Fernsehen, diesmal zu Antena 1 und 2005 zu Antena 3, wo sie bis 2011 werktäglich um 20:00 Uhr die Știrea zilei moderierte. Gleichzeitig war sie ab 2005 Redaktionsleiterin der neu gegründeten Wochenzeitschrift Săptămâna Financiară. Ab 2011 präsentierte sie wöchentlich auf Antena 1 die Gabi Firea Show.

## Politikerin
2012 entschloss sich Firea der PSD im Kreis Ilfov beizutreten und für den Senat zu kandidieren. Bei der Parlamentswahl in Rumänien 2012 gewann sie das Mandat mit 74,62 %. 2016 kandidierte sie für das Amt des Bürgermeisters der rumänischen Hauptstadt Bukarest. Sie gewann die Wahl mit Unterstützung der PSD und der UNPR mit 42,97 %. Bei der Wahl 2020 unterlag sie dem parteilosen Kandidaten Nicușor Dan.

## Familie
Gabriela Vrânceanu heiratete 1993 Răsvan Firea. 1995 wurde sie Mutter eines Sohnes. 2010 ist ihr Ehemann gestorben. Acht Monate später heiratete sie Florentin Pandele, Bürgermeister von Voluntari, mit dem sie 2012 und 2015 zwei Kinder bekam.